# Lyssomanes bitaeniatus
Lyssomanes bitaeniatus là một loài nhện trong họ Salticidae.
Loài này thuộc chi Lyssomanes. Lyssomanes bitaeniatus được Peckham & Wheeler miêu tả năm 1889.